# سیارک ۱۵۵۰۷
سیارک ۱۵۵۰۷ (به انگلیسی: 15507 Rengarajan، نامگذاری:1999RC166) پانزده هزار و پانصد و هفتمین سیارک کشف شده‌است که در ۹ سپتامبر ۱۹۹۹ کشف شد.
قدر مطلق سیارک برابر ۱۶.۲ است.